# Washabo Airstrip
Washabo Airstrip is een landingsstrook bij Washabo en Apoera in het noordwesten van het district Sipaliwini in Suriname.
Er zijn rond de vijf maatschappijen die het vliegveld aandoen. Er zijn lijnvluchten naar Zorg en Hoop Airport in Paramaribo. 
De baan heeft een lengte van circa 500 meter en ligt op een hoogte van 21 meter.